# شیروایشی، ساگا
شیروایشی، ساگا (به لاتین: Shiroishi, Saga) یک منطقهٔ مسکونی در ژاپن است که در استان ساگا واقع شده‌است. شیروایشی ۲۵٬۴۷۱ نفر جمعیت دارد.